# Jens Köppen
Pour les articles homonymes, voir Köppen.
Jens Köppen, né le 6 janvier 1966 à Kyritz, est un rameur d'aviron allemand ayant représenté l'Allemagne de l'Est.

## Palmarès

### Jeux olympiques
- 1988 à Séoul
  -  Médaille de bronze en quatre de couple[1]

### Championnats du monde
- 1985 à Hazewinkel
  -  Médaille d'argent en quatre de couple